# Gunilack
Gunilack är en bydel i Monå i Munsala i Nykarleby stad i Österbotten, Finland. 
Gunilack ligger strax väster om riksväg 8 på gränsen till Vörå kommun och gränsar i nordväst till Monå by, i norr till Pelat och Storsved, i öster till Harjux och i söder till Seiplax. Gunilack är den sydligaste delen av sjöbyarna i Munsala.
Gunilack hette ursprungligen Wäst eller West, det finns belägg för att Wäst var bosatt på 1500-talet, men det kan vara betydligt äldre då läget är högt och jorden lättbrukad. Omkring 1650 blev Wäst av oklar orsak öde.
På 1730-talet övertog Carl Hindrich Gunderlach det öde hemmanet. Under lilla ofreden 1742 flydde Gunderlach med familj till Norge, Gunderlach kom aldrig tillbaka till hemmanet men hans fru Helen Kirikovia med barn återvände 1744 "i ett tarfligt tillstånd". Trots att Gunderlach bodde på Wäst i endast cirka 10 år och hans söner aldrig använde hans efternamn kom hemmanet ändå att börja kallas Gunilack. Kapellanen Laurin är troligen den första att i skrift kalla Wäst för Gunilack, detta i församlingens dopbok för 1775.